# Robbe Ghys
Robbe Ghys (Hasselt, 11 de enero de 1997) es un deportista belga que compite en ciclismo en las modalidades de pista y ruta.
Ganó dos medallas de bronce en el Campeonato Mundial de Ciclismo en Pista, en los años 2019 y 2021, y tres medallas en el Campeonato Europeo de Ciclismo en Pista, en los años 2018 y 2022.
Participó en los Juegos Olímpicos de Tokio 2020, ocupando el cuarto lugar en la prueba de madison.

## Medallero internacional
| Campeonato Mundial | Campeonato Mundial    | Campeonato Mundial | Campeonato Mundial |
| Año                | Lugar                 | Medalla            | Competición        |
| ------------------ | --------------------- | ------------------ | ------------------ |
| 2019               | Pruszków (Polonia)    | Medalla de bronce  | Madison            |
| 2021               | Roubaix (Francia)     | Medalla de bronce  | Madison            |
| Campeonato Europeo |                       |                    |                    |
| Año                | Lugar                 | Medalla            | Competición        |
| 2018               | Glasgow (Reino Unido) | Medalla de oro     | Madison            |
| 2022               | Múnich (Alemania)     | Medalla de plata   | Puntuación         |
| 2022               | Múnich (Alemania)     | Medalla de bronce  | Madison            |

## Palmarés

### Ruta
2018
- 1 etapa del Rás Tailteann

2021
- 1 etapa de la Vuelta a Bélgica

### Pista
2016
- Copa del Mundo de Glasgow (Reino Unido) en Scratch
- Copa del Mundo de Alpeldoorn (Holanda) en Madison (con Kenny De Ketele)

2017
- Copa del Mundo de Pruszków (Polonia) en Scratch

2018
- Campeonato Europeo Madison (con Kenny De Ketele)
- Campeonato de Bélgica en Scratch
- Campeonato de Bélgica en Madison (con Moreno De Pauw)

2019
- Seis días de Gante (con Kenny De Ketele)

2021
- Seis días de Gante (con Kenny De Ketele)

2022
- Seis días de Gante (con Lindsay De Vylder)
- Campeonato de Bélgica en Puntuación

2023
- Seis días de Gante (con Lindsay De Vylder)
- Campeonato de Bélgica en Madison (con Lindsay De Vylder)

2024
- Campeonato de Bélgica en Madison (con Lindsay De Vylder)

## Resultados en Grandes Vueltas
| Carrera | Carrera         | 2018 | 2019 | 2020 | 2021 | 2022 | 2023 | 2024  |
| ------- | --------------- | ---- | ---- | ---- | ---- | ---- | ---- | ----- |
|         | Giro de Italia  | —    | —    | —    | —    | —    | —    | —     |
|         | Tour de Francia | —    | —    | —    | —    | —    | —    | 134.º |
|         | Vuelta a España | —    | —    | —    | —    | —    | Ab.  | —     |

—: no participa
Ab.: abandono